# Кожымвом
Кожымвом (коми Кожымвом) — деревня в городском округе Инта Республики Коми России.

## История
По состоянию на 1920 год, в выселке Кожим-Вом имелся один двор и проживал один человек. В административном отношении входил в состав Георгиевского общества Верхнеусинской волости Ижмо-Печорского уезда.

## География
Деревня находится в северо-восточной части Республики Коми, на правом берегу реки Косью, вблизи места впадения в неё в реки Кожим (Кожым), на расстоянии примерно 42 километров (по прямой) к юго-западу от города Инты, административного центра района. Абсолютная высота — 47 метров над уровнем моря.
Климат
Климат характеризуется как умеренно континентальный, с продолжительной морозной многоснежной зимой и коротким холодным летом. Средняя температура воздуха самого тёплого месяца (июля) составляет 14,6 °C; самого холодного (января) — −20,3 °C. Среднегодовое количество атмосферных осадков составляет 547 мм.
Часовой пояс
Кожымвом, как и вся Республика Коми, находится в часовой зоне МСК (московское время). Смещение применяемого времени относительно UTC составляет +3:00.

## Население
| 2010 |
| ---- |
| 1    |

Гендерный состав
По данным Всероссийской переписи населения 2010 года в гендерной структуре населения мужчины составляли 100 %.
Национальный состав
Согласно результатам переписи 2002 года, в национальной структуре населения коми составляли 100 % из 3 чел.